# Svante Myrick
Svante Myrick (sinh ngày 15 tháng 3 năm 1987) là thị trưởng của thành phố Ithaca, New York Hoa Kỳ. Ông là thành viên của Đảng Dân chủ Hoa Kỳ. Tháng 9 năm 2011, Svante Myrick đã giành thắng lợi trong cuộc bầu cử sơ bộ khi tranh cử chức thị trưởng cho Đảng Dân chủ. Ngày 08 tháng 11 năm 2011, ông đã thắng tại cuộc tổng tuyển cử với 54,9% số phiếu bầu, đánh bại ba ứng cử viên khác (hai ứng viên độc lập và một ứng viên của Đảng Cộng hòa (Hoa Kỳ)). Sau khi nhậm chức vào tháng 1 năm 2012, ông trở thành thị trưởng da màu đầu tiên và trẻ tuổi nhất của thành phố Ithaca, New York.

## Sự nghiệp
Svante Myrick là con thứ ba trong gia đình có bốn người con, ông lớn lên ở Earlville, New York và sống cùng với mẹ cùng ông bà. Ông trải qua thời thơ ấu đầy cơ cực, vô gia cư và phải vật lộn để tìm kiếm sự công bằng. Ông theo học tại trường công và tốt nghiệp Sherburne-Earlville High School vào năm 2005. Myrick học tiếp tại Đại học Cornell, và tham gia nhiều vào các hoạt động xã hội tại đây